# مستوى عالي
المستوى العالي (يسمى أحيانًا "الفقاعة العالية") هو متوسط النطاق للمرتفع الجوي الذي تشكل تحت عواصف رعدية. وعلى الرغم من أن ذلك نادر الحدوث، غير أنه يرتبط بـنظام الحمل الحراري متوسط النطاق. في المراحل الأولى من البحث في هذا الموضوع، غالبًا ما يشار إلى المستوى العالي باسم "العواصف الرعدية العالية"".

## التكوين
يتشكل المستوى العالي تحت تيارات الهواء الهابطة في خط العواصف ويصاحب البقعة الباردة في العواصف الرعدية. ويتكون غالبه بواسطة ظاهرة سكون الموائع، وخاصةً تبخر الهطول المتساقط. فعندما يتساقط الهطول، المطر في المقام الأول، في تيارات الهواء الهابطة، فإنه يتبخر في الهواء غير المشبع، مما يؤدي إلى تبريده في التيارات الهابطة بسبب امتصاص الحرارة الكامنة. ويؤدي تبريد الهواء إلى زيادة في الضغط حيث يصبح الهواء أكثر كثافةً. وعلى الرغم من أنها ليست الآلية الأساسية في مناطق المستوى العالي، فإن ذوبان البرد أو حرارته المعقولة يمكن أن تؤدي أيضًا إلى زيادة الضغط في منطقة المستوى العالي.
كما يعد التحميل المائي الجوي من المصادر الإضافية للضغط الزائد، حيث إن وزن الهطول يزيد من سرعة تيار الهواء الهابط، مما يؤدي إلى زيادة الضغط لأن الهواء يتلاقى على السطح. وبينما لا يعد التحميل المائي الجوي المساهم الرئيسي في زيادة ضغط منطقة المستوى العالي، وبالإضافة لكونها عملية غير هيدروستاتيكية، إلا أنه يمكن زيادة الضغط بمقدار 2 وحدة عزم مغناطيسي.mb.